# Opatijski festival 1966.
Na Opatijsku festivalu 1966. izvedene su sljedeće skladbe:
1. Ljiljana Petrović - Ivo Robić - Neka to ne bude u proleće (Jovan Adamov - Ljiljana Petrović)
2. Ana Štefok - Biserka Spevec - Ti odluči (Alfi Kabiljo - Arsen Dedić)
3. Arsen Dedić - Zafir Hadžimanov - Tamara (Karlo Metikoš - Arsen Dedić)
4. Dime Popovski - Đorđe Marjanović - Štom te vidam (Aleksandar Džambazov - Đoko Georgiev)
5. Arsen Dedić - Dragan Stojnić - Ni ti, ni ja (Arsen Dedić)
6. Alenka Pinterič - Berta Ambrož - Kadar pride dež (Jože Privšek - Milan Košuta)
7. Zlatko Golubović - Zdenka Vučković - Baš me briga (Jovan Adamov - Ivica Krajač)
8. Gabi Novak - Ana Štefok - Adrese moje mladosti (Stipica Kalođera - Arsen Dedić)
9. Ivo Robić - Lado Leskovar - Balada o jednoj ljubavi (Mario Nardelli)
10. Marjana Deržaj - Bojan Kodrič - Čez sedem rek (Jure Robežnik - Gregor Strniša)  
11. Gabi Novak - Arsen Dedić - Danas ili sutra (Stipica Kalođera - Arsen Dedić)
12. Dušan Jakšić - Đorđe Marjanović - Drugovi, stari drugovi (Dušan Jakšić)
13. Senka Veletanlić - Majda Sepe - Gledam te (Bogoljub Srebrić - Vasko Popa)
14. Lado Leskovar - Senka Veletanlić - Hiša mojih sanj (Ati Soss - Elza Budau)
15. Zvonko Špišić - Dragan Stojnić - Jutro ljubavi (Pero Gotovac - Zvonko Špišić)
16. Elda Viler - Zafir Hadžimanov - Na nebu ni cest (Boris Kovačič - France Vurnik)
17. Vice Vukov - Anica Zubović - Noć (Mario Nardelli)
18. Tamara Šarić - Zlatko Golubović - Njih dvoje (Aleksandar Kovač)
19. Zoran Georgiev - Anica Zubović - Rekata od mojeto sećuvanje (Dimitar Masevski - Zoran Georgiev)
20. Majda Sepe - Berta Ambrož - Odtrgala bom zelen list (Mojmir Sepe - Gregor Strniša)